# Verzetsmonument Vries
Het verzetsmonument in de Nederlandse plaats Vries is een monument ter nagedachtenis aan het Nederlands verzet in de Tweede Wereldoorlog.

## Beschrijving
Al in 1945 was er geld bijeengebracht door particulieren om een verzetsmonument op te richten. Er werd een oprichtingscommissie gevormd en de architect Jan Hendrik Emck maakte hiervoor een ontwerp. Tot twee keer toe werd dat afgewezen door de Centrale Commissie voor oorlogs- of vredesgedenktekens, onder meer vanwege de beoogde plek aan de Rijksweg naar Zuidlaren die door de commissie "weinig gelukkig" werd gevonden. Er werd een betere plek gevonden en op 23 maart 1950 werd het ontwerp goedgekeurd door de minister van Onderwijs, Kunsten en Wetenschappen Theo Rutten. 

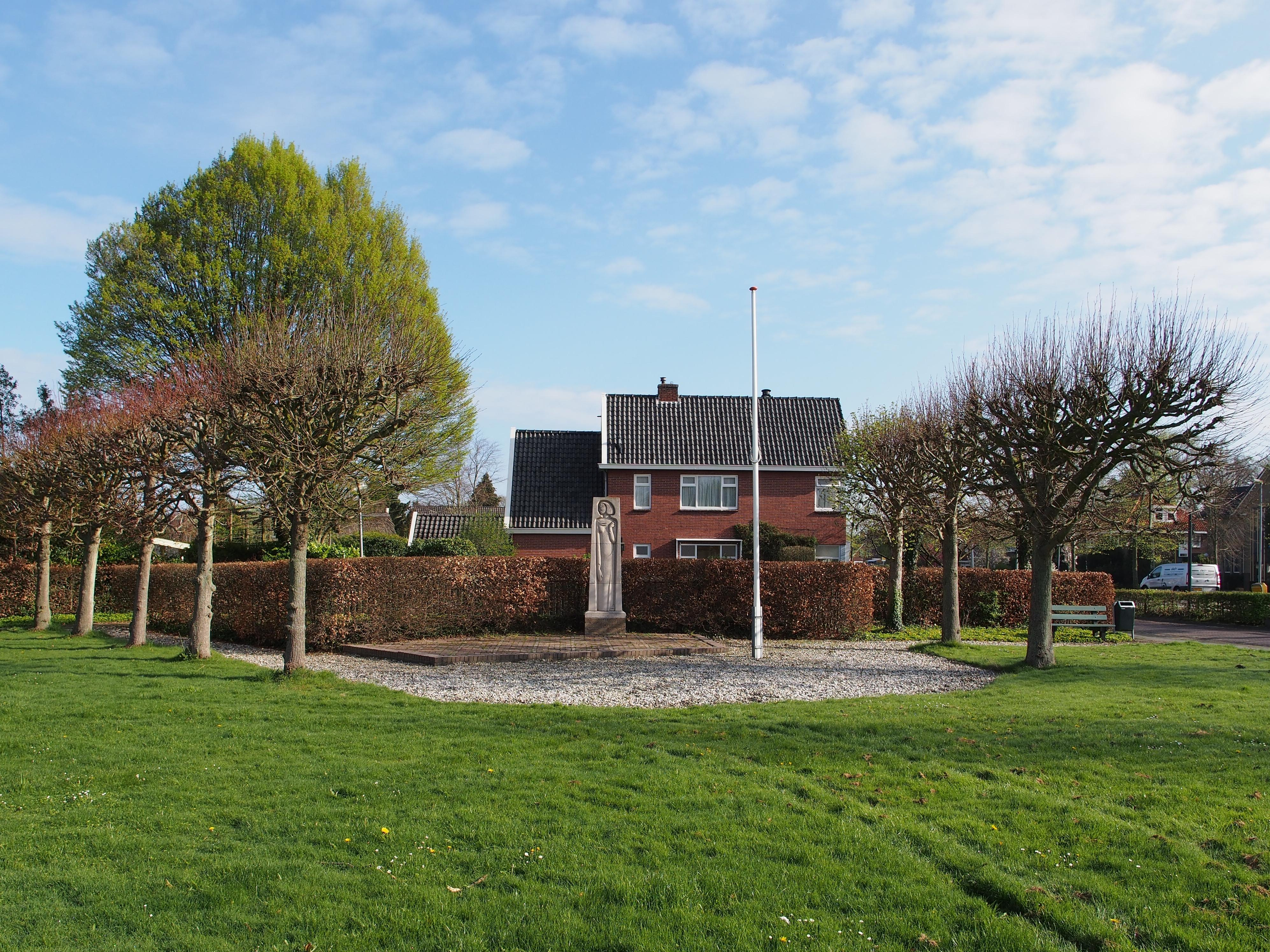
De situatie ter plaatse in 2014

In samenwerking met Emck maakte beeldhouwer Coen Schilt een sculptuur van drie gestapelde natuurstenen blokken, waar in reliëf een staande vrouwenfiguur is afgebeeld. Haar houding doet enigszins denken aan Schilts monument in Baflo. "De rechterarm hangt slap en moedeloos neer, en is opzettelijk sterk geaccentueerd, maar de linkerarm is opgeheven en balt zich tot een vuist, als teken van verzet." In de zijkanten van het monument zijn de namen van 21 slachtoffers aangebracht, op verzoek van de gemeente werd daarbij een scheiding aangebracht tussen de omgekomen verzetshelden en de andere oorlogsslachtoffers. Het beeld was in september 1950 gereed.
Het monument werd op 4 mei 1951 onthuld door twee nabestaanden, in aanwezigheid van onder anderen Commissaris der Koningin R.H. baron de Vos van Steenwijk en burgemeester E.W. de Fielliettaz Goethart.